# Carole Fink
Carole Fink (geboren 20. Mai 1940 in New York City) ist eine US-amerikanische Historikerin. Ihre Veröffentlichungen widmen sich der europäischen Geschichte des 20. Jahrhunderts, der Historiographiegeschichte und der Geschichte der internationalen Beziehungen.

## Leben
Carole Fink ist eine Tochter von Harold Lawrence und Helen Zauzmer Kapiloff. Sie machte ihren B.A. am Bard College und wurde 1968 an der Yale University mit der Dissertation The Weimar Republic as Defender of Minorities bei Hajo Holborn und Hans W. Gatzke promoviert. Für ihre Studie über die Konferenz von Genua (1984) erhielt sie den George Louis Beer Prize der American Historical Association und nochmals 2005 für das Buch Defending the rights of Others. 1989 legte sie die erste Biografie über den französischen Historiker Marc Bloch vor. Das Buch wurde mehrfach übersetzt.
Fink arbeitete ab 1964 als Instruktor am Connecticut College, New London, als Lecturer am Albertus Magnus College, New Haven, und war Assistant-Professorin von 1968 bis 1971 am Canisius College, Buffalo, und danach an der State University of New York, Binghamton. Sie wurde 1978 Professorin an der University of North Carolina in Wilmington.
Zwei Fulbright Fellowships führten sie nach Australien und nach Israel. Sie erhielt 1991 einen Ruf als Professorin an die Ohio State University und sie blieb nach 2011 als Emerita der Universität verbunden. Fink war Mitglied der Editorial Boards des Australian Journal of Jewish Studies, des Contemporary European History und des International History Review. Sie war von 1991 bis 1994 Mitglied des Beirats der American Historical Association.

## Schriften (Auswahl)

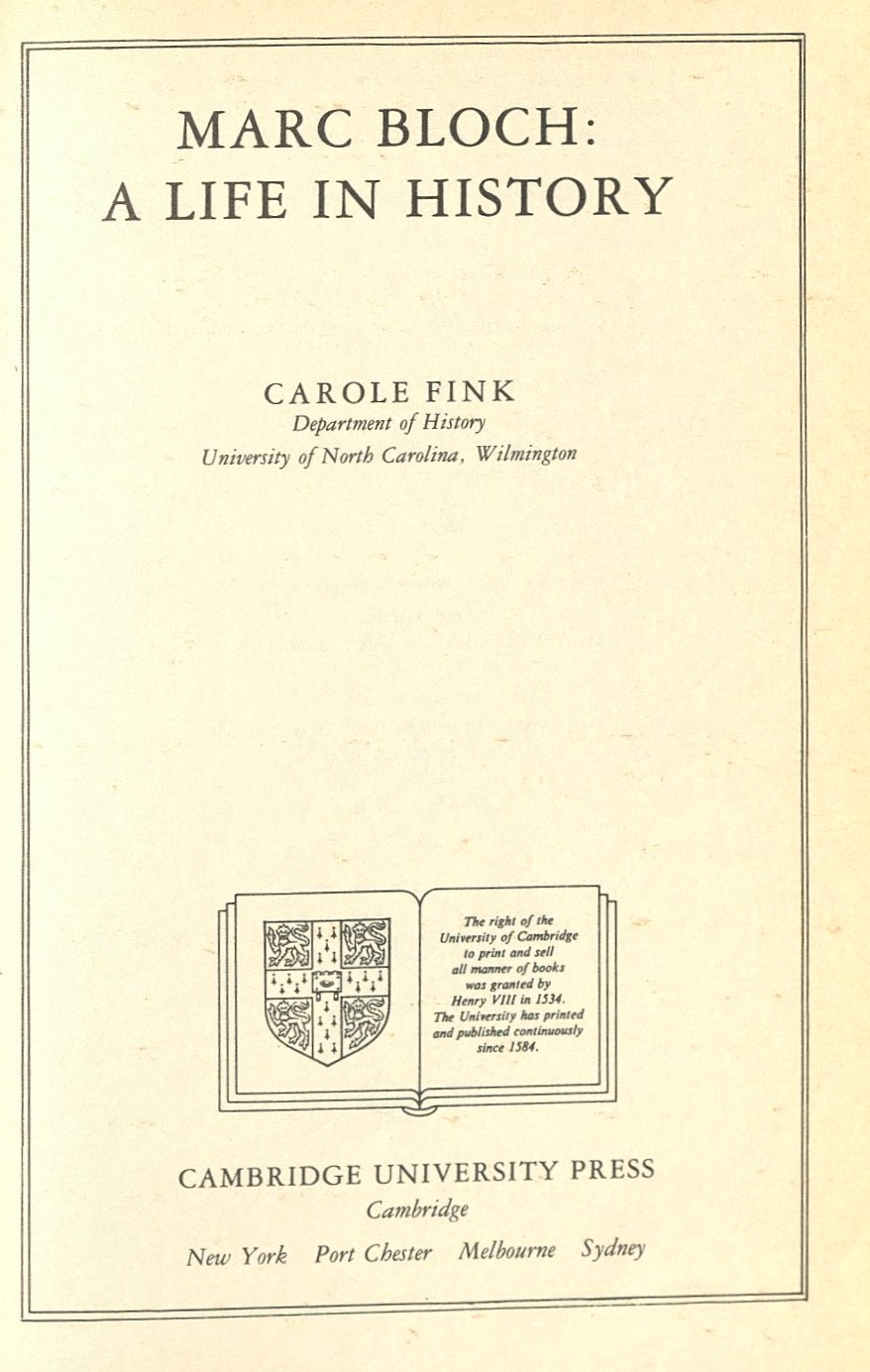
Marc Bloch (1989)

- Defender of minorities: Germany in the League of Nations, 1926–1933. Conference Group for Central European History of the American Historical Association, 1972.
- Carole Fink, Isabel Hull, MacGregor Knox (Hrsg.): German Nationalism and the European Response 1890–1945. London: Norman, 1985.
- Marc Bloch. A Life in History. Cambridge: Cambridge University Press, 1989, ISBN 0-521-37300-X.
- The Genoa Conference: European Diplomacy, 1921–1922. Syracuse University Press, 1993, ISBN 0-8156-2603-7.
- Carole Fink, Philipp Gassert, Detlef Junker (Hrsg.): 1968. The World Transformed. Cambridge: Cambridge University Press, 1998, ISBN 0-521-64141-1.
- The minorities question at the Paris Peace Conference. In: Manfred Franz Boemeke, Gerald D. Feldman, Elisabeth Gläser (Hrsg.): The Treaty of Versailles. A Reassessment After 75 Years. Cambridge: Cambridge University Press, 1998, ISBN 0-521-62132-1.
- Minority Rights as an International Question. In: Contemporary European History, Band 2 (November 2000), S. 385–400.
- Defending the Rights of Others. The Great Powers, the Jews, and International Minority Protection. Cambridge: Cambridge University Press, 2004, ISBN 978-0-521-83837-5.
- Carole Fink, Frank Hadler, Tomasz Schramm (Hrsg.): 1956. European and global perspectives. Leipzig: Leipziger Universitätsverlag, 2006.
- Carole Fink, Bernd Schaefer (Hrsg.): Ostpolitik, 1969–1974, European and Global Responses. Cambridge: Cambridge University Press, 2009, ISBN 978-0-521-89970-3.
- Cold War. An international history. Boulder, Colorado: Westview Press, 2014.
- Writing 20th century international history. Explorations and examples. Göttingen: Wallstein, 2017.
- West Germany and Israel. Foreign relations, domestic politics, and the Cold War, 1965–1974. Cambridge: Cambridge University Press, 2019.